# Цермуре (Селаж)
Цермуре (рум. Țărmure) — село у повіті Селаж в Румунії. Входить до складу комуни Сермешаг.
Село розташоване на відстані 414 км на північний захід від Бухареста, 29 км на північний захід від Залеу, 90 км на північний захід від Клуж-Напоки.

## Населення
За даними перепису населення 2002 року у селі проживала 1 особа.